# Ihor Duhinets
Ihor Duhinets (República de Crimea, 20 de mayo de 1956) es un atleta soviético retirado especializado en la prueba de lanzamiento de disco, en la que ha conseguido ser subcampeón europeo en 1982.

## Carrera deportiva
En el Campeonato Europeo de Atletismo de 1982 ganó la medalla de plata en el lanzamiento de disco, con una marca de 65.60 metros, tras el checoslovaco Imrich Bugár y por delante del alemán Wolfgang Warnemünde.
Su mejor marca personal la consiguió en un encuentro en la ciudad ucraniana de Kiev el 21 de agosto de 1982, lanzando el disco hasta los 68.52 metros.